# Hartgespan
Hartgespan (Leonurus cardiaca) is een sterk geurende, vaste plant die behoort tot de lipbloemenfamilie (Lamiaceae). De plant komt van nature voor in Centraal-Azië en is van daaruit over de hele wereld verspreid.

## Beschrijving
De plant wordt 30-90 cm hoog, vormt wortelstokken en vierkantige stengels met een afstaande beharing. De middelgroene, gelobde bladeren hebben drie tot zeven lobben en zijn aan de onderkant donzig behaard.
Hartgespan bloeit van juni tot augustus met roze, 0,8-1,1 cm lange bloemen. De bloemen zitten in schijnkransen.
De vrucht is een vierdelige stekelige splitvrucht.
De plant komt voor op vochtige, stikstof- en kalkrijke grond en groeit graag nabij beschaduwde plaatsen zoals hagen en veldbosjes.

## Ecologie
De plant is aantrekkelijk voor hommels en wolbijen.

## Inhoudstoffen
De plant bevat looistoffen, de bitterstof leocardine, terpenen, flavonoïden zoals rutine en quercetine en etherische oliën.

## Gebruik
De bladeren kunnen gebruikt worden voor het kruiden van erwten- en linzensoep. Vroeger werden ze ook gebruikt bij het bereiden van bier.
De plant wordt al zeer lang voor medicinale doeleinden gebruikt bij hartklachten en spierkrampen.

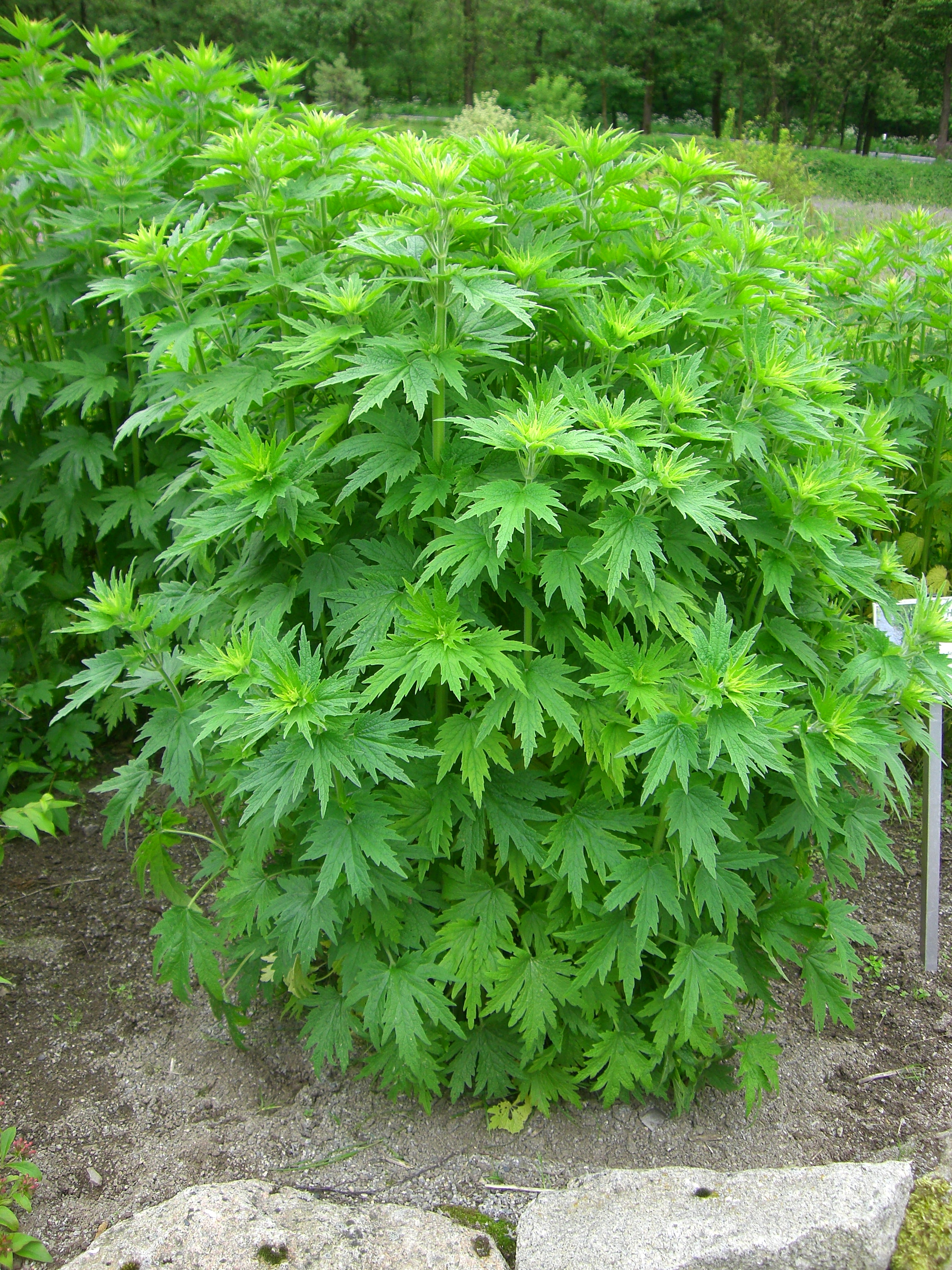
Opgroeiende plant
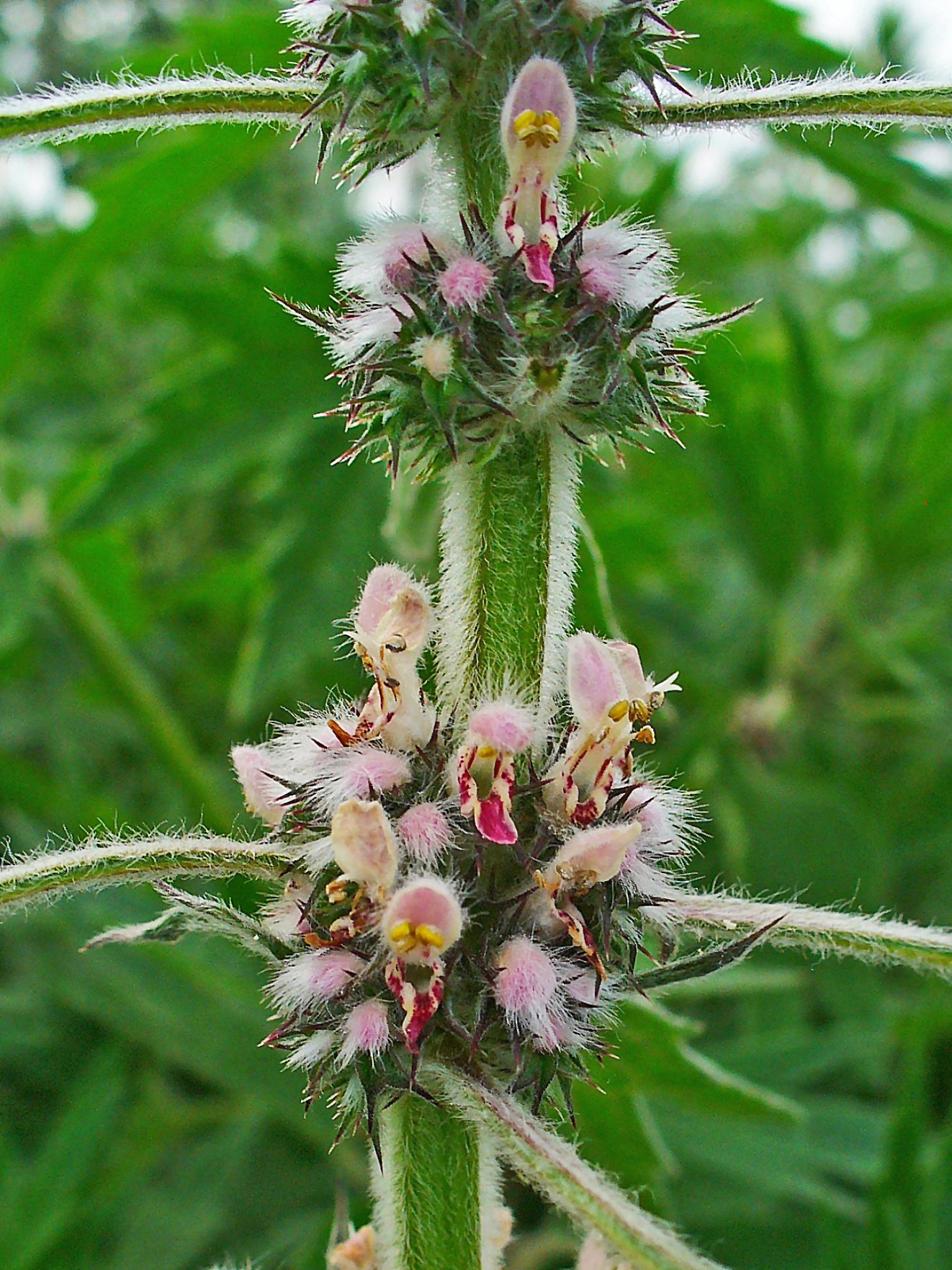
Bloemen in schijnkransen
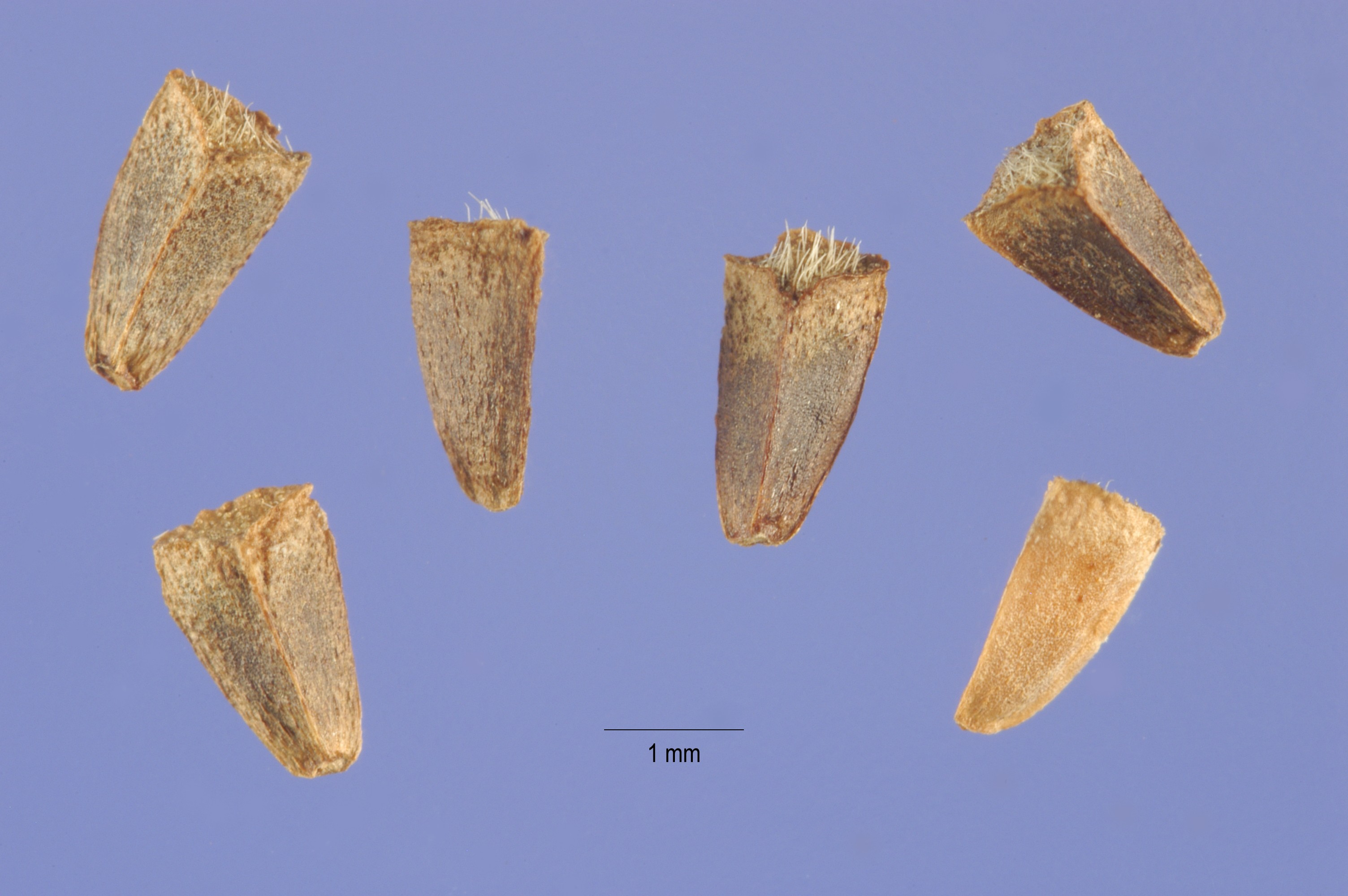
Vruchten